# Rosava
Rosava (ukrainsk: Росава; polsk: Rosawa) er en flod i Ukraine beliggende i Dnepr-højlandet, en biflod på venstre bred til Ros. Det er 90 km lang og afvander et areal på 1.720 km². Floden løber gennem Kyiv- og Cherkasy Oblast.

## Byer ved Rosava
- Kaharlyk
- Myronivka